# 博洛尼亚爱乐学院

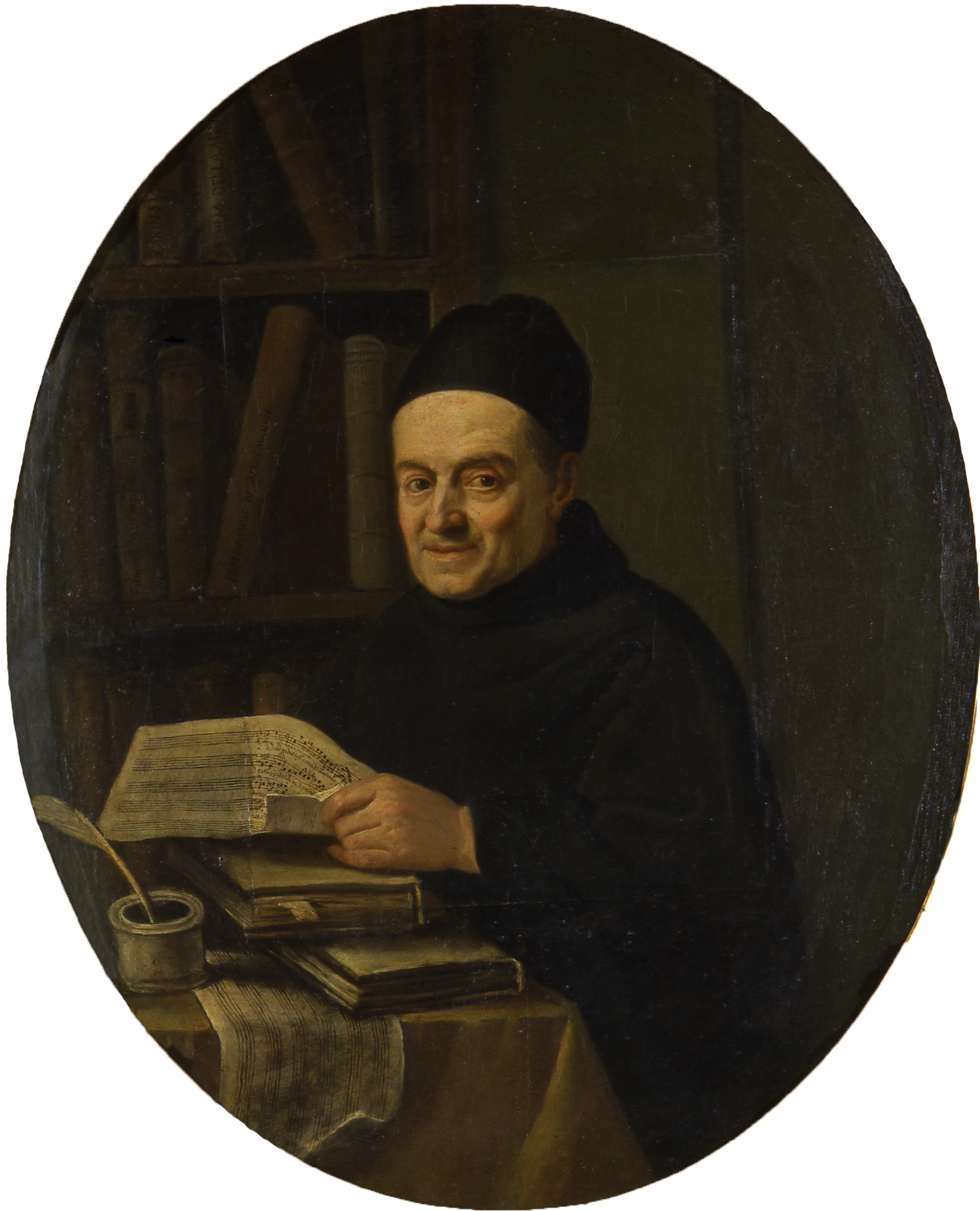
乔凡尼·巴蒂斯塔·马蒂尼肖像
博洛尼亚, 音乐国际博物馆与图书馆

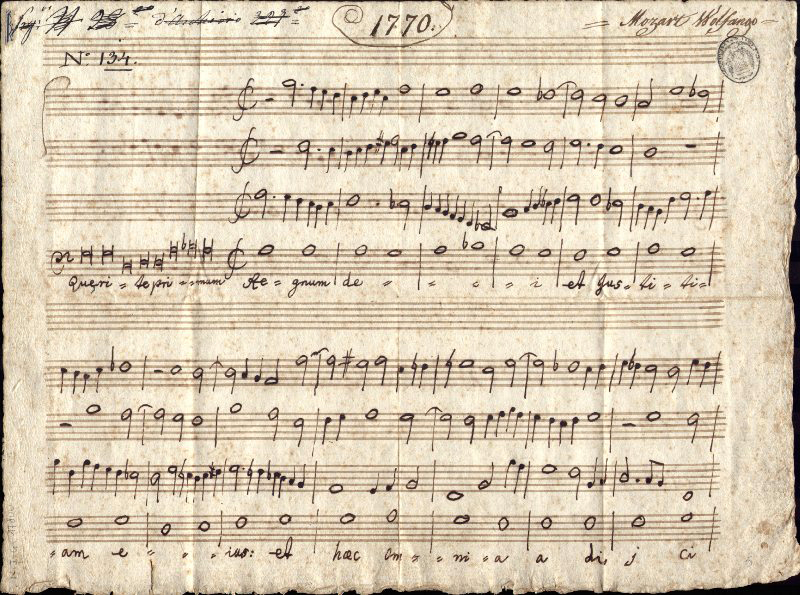
轮唱《先寻求天主的国》（拉丁语：“Quaerite primum regnum Dei”），乔凡尼·巴蒂斯塔·马蒂尼的学生，14岁的莫扎特的考试练习，1770年10月9日，博洛尼亚

博洛尼亚爱乐学院 （Accademia Filarmonica di Bologna）是意大利博洛尼亚的一所音乐教育机构。
爱乐学院由文森佐·玛丽亚·卡拉蒂创立于1666年，作为博洛尼亚的音乐家协会。 帕多瓦的聖安多尼被选为主保圣人, 校训Unitate melos（意为“统一旋律”）。在彼得罗·奥托博尼的影响下，克勉十一世于1716年批准该学院的章程。1749年，本笃十四世授予乐长（Maestro di cappella）称号。
学院的早期成员包括乔瓦尼·保罗·科隆纳（1666年的创始人之一）、阿尔坎杰罗·科雷利（1670年）、贾科莫·安东尼奥·佩尔蒂（1688年）、朱塞佩·玛丽亚·哈奇尼（1688年）、朱塞佩·玛丽亚·奥兰迪尼、安东尼奥·玛丽亚·伯纳奇（1722年）、乔瓦尼·卡斯蒂尼（1726年）和著名阉伶歌手法里内利（1730年）。
作曲家兼教师乔凡尼·巴蒂斯塔·马蒂尼从1758年起任教于此。他的学生包括安德烈·欧内斯特·莫德斯特·格雷特里、约瑟夫·米斯利维切克、马克西姆·别列佐夫斯基、斯坦尼斯劳·马泰（接替马蒂尼担任作曲老师）、约翰·克里斯蒂安·巴赫、著名的大提琴家乔瓦尼·巴蒂斯塔·西里以及沃尔夫冈·阿马德乌斯·莫扎特（1770年）。
在19世纪和20世纪，焦阿基诺·罗西尼、朱塞佩·威尔第、阿里格·博伊托、理查德·瓦格纳、儒勒·马斯内、卡米爾·聖桑、贾科莫·普契尼以及约翰·菲尔德、李斯特·费伦茨、约翰内斯·勃拉姆斯、安東·格里戈里耶維奇·魯賓斯坦、费卢西奥·布索尼和奥托里诺·雷斯庇基等名字都曾在该校。

## 延伸阅读
- Nestore Morini (1967). L'Accademia Filarmonica di Bologna, 1666-1966, volume I: 'Fondazione e vicende storiche'. Bologna: Tamari.
- Laura Callegari Hill (1991). L'Accademia Filarmonica di Bologna, 1666-1800. Bologna: A.M.I.S.